# Horst Dittmann
Horst Dittmann (* 4. Juni 1943 in Breslau, Schlesien; † 30. Dezember 2021) war ein deutscher Tänzer.

## Leben
Horst Dittmann wuchs in Greiz auf und wollte eigentlich Architekt werden. Sein tänzerisches Talent fiel einer Ballettlehrerin in Greiz auf und sie schickte ihn zur Aufnahmeprüfung an die Ballettschule der Oper Leipzig. Nach bestandener Aufnahmeprüfung absolvierte er eine vierjährige Ausbildung zum Bühnentänzer. Nach Abschluss des Studiums war er bis 1979 an der Oper Leipzig verpflichtet, wo er mit Ursula Cain und Siegfried Prölß u. a. unter der Choreografin Emmy Köhler-Richter arbeitete. Danach absolvierte Horst Dittmann eine Töpferlehre, wurde in den Verband Bildender Künstler der DDR aufgenommen und war bis zur Wende als freiberuflicher Kunsthandwerker in Leipzig tätig. Ab 1992 arbeitete Dittmann als Sozialarbeiter in verschiedenen Einrichtungen der Stadt Leipzig.
2005 erlebte Dittmann bei Heike Hennig & Co sein Bühnencomeback. Unter der Leitung der Leipziger Choreografin Heike Hennig und ihres Managers und Förderers Friedrich U. Minkus arbeitete Horst Dittmann mit den Tänzern Ursula Cain, Christa Franze und Siegfried Prölß an dem autobiographischen Tanztheater Zeit – tanzen seit 1927, in dem sie ihre Lebensgeschichte erzählen und tanzen. Das Tanztheater der Generationen von Heike Hennig feierte seitdem außergewöhnliche Erfolge. Das Tanztheater wurde unter dem Titel Tanz mit der Zeit von Trevor Peters für ZDF und ARTE verfilmt, kam 2007/2008 mit Berichten bis in die Tagesthemen und in die deutschen Kinos. Unter dem gleichnamigen Titel erschien 2008 das Buch der Autorin Marion Appelt mit einem Vorwort von Renate Schmidt und zahlreichen Tanzfotos von Siegfried Prölß und Friedrich U. Minkus.
Ab 2007 setzte Dittmann seine Bühnenkarriere in dem Tanztheaterstück ZeitSprünge fort, in dem die älteren Protagonisten mit den jüngeren Tänzern von Heike Hennig & Co in einen Austausch von Energien, Ideen und Erfahrungen treten. Das Tanztheater der Generationen ist als Kinofilm und Bühnenstück auf internationalen Festivals zu erleben, so mit Unterstützung des Ballet British Columbia zur Nordamerika Premiere als Dancing with  Time 2008 in Vancouver. Am 12. Dezember 2009 erfolgte die Erstausstrahlung des Films im europäischen Fernsehen auch unter dem französischen Titel Danse avec le temps.
Dittmann tanzte den Ruggiero bei Heike Hennigs Operninszenierung Alcina von Georg Friedrich Händel zu den Händel-Festspielen 2008 in Halle und war als Tänzer regelmäßig auf Gastspielreisen von Heike Hennig & Co und in der Oper Leipzig zu erleben.